# Dinoptera anthracina
Dinoptera anthracina är en skalbaggsart som först beskrevs av Mannerheim 1849.  Dinoptera anthracina ingår i släktet Dinoptera och familjen långhorningar. Inga underarter finns listade i Catalogue of Life.